# 쓰네모토 게이고
쓰네모토 게이고(일본어: 常本 佳吾, 1998년 10월 21일~)는 일본의 축구 선수이다.

## 구단 경력
그는 2020년 J1리그의 가시마 앤틀러스에 입단했다. 2023년까지 71경기에 출전하여, 2득점을 넣었다. 2023년 세르베트 FC로 이적했다.